# 米斯蒂凱利丘陵
70°2′S 72°52′E / 70.033°S 72.867°E
米斯蒂凱利丘陵是南極洲的丘陵，位於阿梅里冰架東側，處於麥卡斯克爾丘陵西南面1.9公里，該丘陵根據美國海軍的空中照片被繪入地圖，以美國海軍機務人員命名。